# Borvörös szemcsésgomba
A borvörös szemcsésgomba (Cystoderma superbum) a csiperkefélék családjába tartozó, Európában honos, fenyvesekben élő, nem ehető gombafaj. 

## Megjelenése
A borvörös szemcsésgomba kalapja 2-5 (7) cm széles, alakja eleinte domború majd, széles domborúan kiterül, idősen közepe kissé benyomottá válik. Széle eleinte befelé hajló, kissé túllóg a lemezeken, burokmaradványok lehetnek rajta. Felszíne száraz, matt, kezdetben apró szemcsék, pikkelyek borítják, amelyek idővel lekopnak. Színe borvöröses, vagy bíbor árnyalatú, idősen halványul. 
Húsa vékony, fehéres vagy halványvöröses színű (a tönkben sárgás). Szaga nincs, utóíze kesernyés. 
Lemezei tönkhöz nőttek vagy szabadok. Színük fiatalon fehér, később krémsárgás, vöröses, öregen halvány húsvöröses, a kalapéval megegyező. 
Tönkje 3-7 cm magas. Alakja karcsú, a töve felé kissé vastagodik, üregesedik, a kalapból nem kifordítható. Felszíne felül sima, fehéren hamvas, a gallérszerű zóna alatt pikkelyes-pelyhes. Színe vöröses-borszínű, a csúcsán fakó, a gallérzóna alatt sötétebb árnyalatú. 
Spórapora fehér. Spórája ovális, mérete 4-5 x 3-4 µm.

### Hasonló fajok
A sárga szemcsésgomba, az erősszagú szemcsésgomba, a rozsdás szemcsésgomba, a rozsdasárga szemcsésgomba hasonlíthat hozzá. 

## Elterjedése és termőhelye
Európában honos. 
Fenyvesekben található meg, inkább nedves, mohás talajon. Nyár elejétől ősz végéig terem. 
Nem ehető.    